# Sexus
Der Sexus ([ˈzɛksʊs]; lateinisch für „das männliche und weibliche Geschlecht“; Plural: die Sexus) ist in der Sprachwissenschaft ein fester Bestandteil der Wortbedeutung vieler Personenbezeichnungen und einiger Tierbezeichnungen, der sich als natürliches Geschlecht auf das außersprachliche Geschlecht der Bezeichneten bezieht. Der Sexus kann die Bedeutung [+weiblich] oder [+männlich] haben, orientiert am biologischen Geschlecht von Lebewesen; als oppositionelles Unterscheidungsmerkmal ist damit festgelegt, ob die Bezeichnung nur für weibliche oder nur für männliche Menschen (oder Tiere) gebraucht wird. Das binäre Konzept des zweigeteilten natürlichen Geschlechts wird seit Jahrzehnten diskutiert in Richtung einer Erweiterung zur Kategorie „Gender“ als sozialem oder psychologischem Geschlecht, um auch trans Frauen und Männer sowie Personen mit nichtbinärer Geschlechtsidentität in Wortbedeutung und Grammatik angemessen berücksichtigen zu können.
Als Bedeutungselement (Sem) kann der Sexus einer Bezeichnung unsichtbar sein oder sich offen zeigen in geschlechtstypischen Wörtern oder Wortelementen und -formen. Beispielsweise wird der Vorname Paul nur für männliche Personen gebraucht, aber sein männlicher Sexus ist am Wort nicht erkennbar; bei der Form Paula ist der Sexus sichtbar markiert durch die zugefügte Endung -a, die hier als weiblich gelesen wird. An Wortzusammensetzungen wie Geschäftsfrau oder Vertrauensmann ist der Sexus sofort ablesbar, ebenso bei der Zebrastute und dem Flusspferdbullen.
Nur Substantive, die Belebtes bezeichnen (keine Dinge oder Abstrakta), können das semantische Merkmal Sexus als Teil ihrer Wortbedeutung enthalten (siehe Lexikalische Semantik). Das natürliche Geschlecht ist dann ein Faktor bei der Zuweisung des passenden grammatischen Geschlechts (Genus): In der Regel wird beim Vorliegen eines weiblichen Sexus das Femininum zugeordnet und bei männlichem Sexus das Maskulinum (Genus-Sexus-Prinzip). Mit dem Genus einer Bezeichnung müssen bezugnehmende Artikel, Pronomen oder Prädikationen grammatisch übereinstimmen (Kongruenz): Die Paula zeigt ihr Können, der Paul seins. Fast alle Verwandtschaftsbezeichnungen haben die Bedeutungseigenschaft natürliches Geschlecht, nach dem sich das Genus richtet (die Schwester, der Bruder). Keine Sexusmarkierung haben Personenbezeichnungen, die aus Adjektiven oder Partizipien gebildet werden (Substantivierungen) – bei ihnen kann ein Sexus sprachlich ausschließlich durch das Genus festgestellt werden: die Verwandte, der Verwandte; nur mit unbestimmtem Artikel wird ein männlicher Sexus auch als maskuline Form sichtbar: ein Verwandter.
In der deutschen Sprache zeigen rund 12.000 weibliche Berufs- und Tätigkeitsbezeichnungen ihr Sexusmerkmal deutlich in der Wortendung -in, alle haben feminines Genus (eine Lehrerin). Umstritten bleibt in der Sprachwissenschaft, inwieweit die 12.000 maskulinen Bezeichnungsformen ein männliches Sexusmerkmal enthalten und anzeigen (Paul ist ein Lehrer), oder ob ein übergeordneter, geschlechtsneutraler Wortsinn ohne Sexusbezug gemeint ist (Paul und Paula sind Lehrer). Vom Sprachgebrauch ausgehend, wird deskriptiv unterschieden zwischen Sexus-bezogenem Gebrauch der Maskulinformen (nur für Männer) und ihrer Verwendung im verallgemeinernden Sinne ohne Sexusbezug (generisches Maskulinum).
Zu den Begriffen „Sex, Sexualität, Sexualisierung, Sexierung, Sexismus“ hat Sexus als Bezeichnung eines sprachlichen Elements keinen Bezug; mit dem englischen Wort sex für das biologische Geschlecht teilt Sexus die lateinische Wortwurzel. Unter dem Schlagwort „Sexualisierung der Sprache“ wird aber an Konzepten gendergerechter Sprache eine Überbetonung von Sexus kritisiert.

## Begriffsbestimmung
Die deutsche Duden-Grammatik von 2016 unterscheidet konkrete Substantive anhand ihrer inhaltlichen Bedeutung (Semantik) danach, ob sie sich auf etwas Belebtes beziehen (Mensch, Katze, Baum) oder auf etwas Unbelebtes (Fahrzeug, Weg, Stein). Auch einigen abstrakten Substantiven kann das semantische Merkmal [+belebt] zukommen (der Klub, das Publikum), ebenfalls juristischen Personen (die Firma, die Stiftung). Als weitere Unterscheidung wird angegeben: „Mit Belebtheit hängt das natürliche Geschlecht zusammen und mit diesem wiederum (wenigstens zum Teil) das grammatische Geschlecht, das Genus.“
 Im Rahmen der Wortbedeutung von Personenbezeichnungen definiert die Duden-Grammatik den Sexus kurz als „semantisches Geschlecht“ und behandelt es als Faktor für die grammatische Genus-Zuweisung bei Substantiven:

„Im Folgenden wird von einem schlichten Konzept von Sexus ausgegangen, das drei Werte kennt:
- sexusindifferent
- spezifisch männlich
- spezifisch weiblich

Eigentlich müsste hier noch weiter differenziert werden. Man kann fragen, in wieweit rein biologische Merkmale eine Rolle spielen (Sexus im engen Sinne, biologisches oder ‚natürliches‘ Geschlecht) oder aber soziale und psychologische Merkmale (Gender, soziales und psychologisches Geschlecht). Bei der sozialen Kategorie Gender ist vieles im Fluss […]. Außerdem spielt die kommunikative Relevanz eine Rolle: ‚sexusindifferent‘ heißt […] nur, dass die spezifische geschlechtliche Ausprägung im vorliegenden Kommunikationszusammenhang keine Rolle spielt.“

 Die Duden-Grammatik geht nicht konkreter auf das natürliche Geschlecht beziehungsweise den Sexus von Bezeichnungen ein, stattdessen ordnet sie anhand des Sprachgebrauchs alle Personenbezeichnungen in Bezug auf Sexus deskriptiv drei „Klassen“ zu:
- Klasse A: nur sexusindifferenter Gebrauch (der Mensch, die Person, das Kind) – ohne Sexusmerkmal, alle drei Genera sind vertreten
- Klasse B: nur sexusspezifischer Gebrauch (der Herr, der Junge – die Dame, die Chefin) – ausschließlich auf männliche oder auf weibliche Personen bezogen
- Klasse C: sowohl sexusspezifischer als auch sexusindifferenter Gebrauch (der Bürger, der Chef, der Lehrer) – nur maskuline Bezeichnungsformen: einerseits nur mit Bezug auf Männer verwendet, in anderen Textzusammenhängen im geschlechterübergreifenden Sinne (generisch)

Die germanistische Sprachwissenschaftlerin Helga Kotthoff vermerkt 2020 zu diesem um die Jahrtausendwende eingeführten grammatischen Konzept, „dass sich die Duden-Redaktion von Debatten rund um einen Nexus von Genus und Sexus im Bereich von Personenreferenz“ inspirieren ließ.
Beteiligt an diesen Debatten sind auch die Sprachwissenschaftlerinnen Gabriele Diewald und Damaris Nübling; sie analysieren bei Personenbezeichnungen neben Sexus und Genus noch zwei weitere „Ebenen“:

„Genus ist eine innersprachliche grammatische Kategorie, Sexus ein aussersprachliches, biologisches Phänomen. Dazwischen liegen weitere Phänomene, innersprachliche und aussersprachliche, so dass die Genderlinguistik nicht nur zwischen Genus und Sexus unterscheidet, sondern vier Ebenen annimmt. Dies sind:
- das natürliche Geschlecht (a);
- die gesellschaftlich geltenden Genderstereotype (b);
- das semantische Geschlecht (c);
- das grammatische Geschlecht (d).

[…] Das semantische Geschlecht (c) gilt nur für Personen- und manche Tierbezeichnungen. Es ist fester Bestandteil der Wortbedeutung. So enthält das Wort Tante u. a. das semantische Merkmal ‚weiblich‘; das Wort Onkel ‚männlich‘. Gleiches gilt für Mutter – Vater […] Sie alle bringen die Opposition ‚weiblich‘ – ‚männlich‘ als Bestandteil der Wortbedeutung zum Ausdruck. […]

Genus und Sexus stehen in enger Wechselbeziehung. Bei Personenbezeichnungen besteht eine äusserst enge Verbindung zwischen grammatischem Genus und dem Geschlecht einer Person. […] Genus und Sexus sind verschieden. Sie gehen aber an markanten Stellen in der deutschen Sprache enge Verbindungen ein.“

Diewald erklärt dieses Konzept ausführlich 2020 im Handbuch geschlechtergerechter Sprache des Dudenverlags und fasst zusammen: „Inzwischen besteht weithin die Übereinkunft, dass es sinnvoll ist, zwischen biologischem Geschlecht (= natürliches Geschlecht, Sexus) und sozialem Geschlecht (= Gender) zu unterscheiden. […] Die biologische Kategorie ‚weiblich‘ wird mit der Genderkategorie ‚Frau‘ als inhärent verknüpft gedacht; die biologische Kategorie ‚männlich‘ gilt analog dazu als mit der Genderkategorie ‚Mann‘ verbunden.“ Damit werden auch trans Frauen und trans Männer einbezogen. Nicht einbezogen bleiben allerdings Personen mit einer nichtbinären Geschlechtsidentität (genderqueer, genderfluid, agender und weitere Selbstbezeichnungen). Diewald nimmt Bezug auf die Einführung der rechtlichen Geschlechtsoption „divers“ in Deutschland 2018 und Österreich 2019: „Die Entscheidung zur ‚dritten Option‘ hat die Benennungslücken und damit die Kategorisierungslücken jenseits der prototypischen Zweigeschlechtlichkeit offengelegt und sie hat den fundamentalen Beitrag der Sprache zum Denken erneut unterstrichen.“
Der Sprachwissenschaftler Peter Gallmann zeichnet verantwortlich für den oben angeführten Text aus der Duden-Grammatik und ist für die Schweiz Mitglied im Rat für deutsche Rechtschreibung; 2019 unterscheidet er bei Personenbezeichnungen drei „Kategorien“:
1. der Sexus: biologisches Geschlecht
2. das Gender: semantisches Geschlecht – kommunikativ relevantes (psychologisches, soziales) Geschlecht
3. das Genus: grammatisches Geschlecht

Gallmann schreibt 2019: „Die Beziehung zwischen Sexus und Genus wird über das kognitive Konzept des Genders
vermittelt: Sexus → Gender → Genus […] Die Beziehungen zwischen Sexus und Gender können hier ausgeblendet werden, denn bei grammatischen Phänomenen sind die Beziehungen zur Semantik maßgeblich, also zwischen Gender und Genus.“ Daraus ergeben sich die „prototypischen Genderkategorien:
- spezifisch weiblich
- spezifisch männlich
- genderindifferent

Die Kategorie genderindifferent meint nicht, dass kein soziales oder psychologisches Geschlecht vorhanden ist (das wäre ‚genderlos‘), sondern nur, dass es ausgeblendet ist (etwa, weil kommunikativ irrelevant).“ Personenbezeichnungen dieser Kategorie haben geschlechtsneutrale Bedeutung und erhalten das maskuline Genus, nur in Einzelfällen das feminine.
Das Projekt Mediensprache (Universität Hannover) führt im Kleinen linguistischen Wörterbuch das „natürliche Geschlecht (Sexus: männlich, weiblich)“ und erklärt es nicht rein biologisch (2020):

„natürliches Geschlecht (auch: Sexus), das biologisch-soziale Geschlecht der von Wörtern bezeichneten Lebewesen. Man unterscheidet in der Sprachwissenschaft 1. das grammatische Geschlecht (Genus) von Substantiven; 2. das natürliche (biologisch-soziale) Geschlecht (Sexus) von Lebewesen.“

Dagegen enthält das Grammatische Informationssystem (grammis) des Instituts für Deutsche Sprache in seiner Wissenschaftlichen Terminologie nur eine biologistische Kurzdefinition von 2020: „Sexus ist das biologische Geschlecht von Lebewesen im Gegensatz zum Genus, dem grammatischen Geschlecht.“ Alternative Bezeichnungen seien „biologisches Geschlecht“ und „natürliches Geschlecht“. Ungenannt bleibt, worin genau der „Gegensatz“ liegt.
Bereits 1998 hatte Lann Hornscheidt am binären Konzept des Sexus die „Konstruktion einer natürlichen Zweigeschlechtlichkeit durch Sprache“ kritisiert. Hornscheidt identifiziert sich als nichtbinär (weder weiblich noch männlich) und arbeitet seit den 1990er-Jahren an sprachlichen Mitteln zur Geschlechtsneutralität.

## Sexusindifferente Personenbezeichnungen
Die Eigenschaft Sexus ist nicht Bestandteil der Wortbedeutung derjenigen Personenbezeichnungen, die von der Duden-Grammatik in die geschlechtsneutrale „Klasse A“ eingeordnet werden: „nur sexusindifferenter Gebrauch […] es kommen faktisch alle drei Genera vor“. Das Genus solcher Substantive ergibt sich entweder aus dem Lexem oder aus anderen Faktoren der Genus-Zuweisung. Weil sie das Bedeutungselement Sexus nicht haben, nehmen Bezeichnungen aus dieser Klasse auch nicht zwei Sexus-spezifische Formen an; sie sind nicht movierbar (von Gelegenheitsbildungen abgesehen).
Ein Vergleich von vier Personenbezeichnungen zeigt in Bezug auf Belebtheit unterschiedliche Bedeutungseigenschaften (semantische Merkmale), wobei nur die erste Bezeichnung eine Angabe zum natürlichen Geschlecht enthält:
| die Lehrerin                                          | die Person                                      | der Liebling                               | das Kind                                      |
| ----------------------------------------------------- | ----------------------------------------------- | ------------------------------------------ | --------------------------------------------- |
| [+belebt] [+menschlich] 0 [+weiblich] 00 [+Lehrberuf] | [+belebt] [+menschlich] 0 – 00 [+Rechtssubjekt] | [+belebt] [+menschlich] 0 – 00 [+Kosename] | [+belebt] [+menschlich] 0 – 00 [+Lebensphase] |

 Personenbezeichnungen ohne Sexus
Eine Auswahl der gängigsten Bezeichnungen, die nicht über das semantische Merkmal Sexus verfügen:
| Femininum  | Maskulinum  | Neutrum        |
| ---------- | ----------- | -------------- |
| die Person | der Mensch  | das Kind       |
| die Geisel | der Gast    | das Genie      |
| die Wache  | der Spitzel | das Mitglied   |
| die Waise  | der Vormund | das Individuum |

Gerhard Stickel kennzeichnete diese kleine Gruppe 1988: „Mit dem Femininum Person und dem Maskulinum Mensch wird nichts über das Geschlecht der damit jeweils Gemeinten mitgeteilt.“ Die Slawistin Ursula Doleschal beschrieb diese Eigenschaft 2002 als „inhärente Geschlechtsabstraktion“ (Neutralität aus sich heraus).
2017 bezeichnet Gabriele Diewald diese Gruppe als „geschlechtsindifferente Substantive“:

„Allen diesen Substantiven ist gemeinsam, dass sie – völlig unabhängig vom grammatischen Genus – sowohl auf männliche wie auch auf weibliche Lebewesen bezogen werden können. Die Bedeutung dieser Substantive macht über das lexikalische bzw. semantische Geschlecht schlicht keine Aussage. Die Unterscheidung zwischen [männlich] und [weiblich], die bei vielen anderen Personenbezeichnungen ein Bedeutungsbestandteil des Substantivs ist, ist bei den geschlechtsindifferenten Substantiven nicht vorhanden. Man spricht auch davon, dass diese Opposition bei ihnen neutralisiert ist. Damit ist nicht gesagt, dass die Lebewesen, die mit Person, Kind oder Fan bezeichnet werden, kein Geschlecht hätten. Die Substantive lassen dies jedoch offen.“

Diewald ergänzt 2018: „Geschlechtsunspezifische Nomina treten per definitionem nicht paarig im Sinne der Opposition ‚weiblich‘/‚männlich‘ auf – weder als eigenständige Lexeme, noch als Ableitungen.“
Sexusfreie Personenbezeichnungen nehmen auch als Prädikat keinen Bezug auf den Sexus des Subjekts: Paula ist ein Kind, Paul ist auch ein Kind. Um das Geschlecht von Lebewesen anzugeben, müssen sexusindifferente Bezeichnungen entweder mit einem geschlechtsanzeigenden Adjektiv ergänzt (weibliches/männliches Kind) oder – sofern vorhanden – durch den sexusspezifischen Unterbegriff ersetzt werden (Mädchen/Junge).
Von einer dieser sexusfreien Bezeichnungen kam allerdings schon vor Jahrhunderten eine weibliche Form in Gebrauch: der Gast → die Gästin. Diese abgeleitete Femininform wird auch heute stellenweise in Bezug auf weiblichen Besuch oder weibliche Kundschaft „reaktiviert“. Der vereinzelte Gebrauch der weiblichen Ableitung hat aber nicht zur Folge, dass ein Gast nun als Maskulinform mit männlicher Bedeutung gilt (Gelegenheitsbildung: Liebe Gäste und Gästinnen!).
Weder Sexus noch Genus haben Pluralwörter für Personen: die Leute, die Eltern, die Geschwister – allerdings wird sich im Singular mit maskulinen Indefinitpronomen auf sie bezogen: jeder der Leute, einer meiner Eltern.
 Vorrangige morphologische Faktoren der Genus-Zuweisung
Faktoren aus der Formenlehre (Morphologie) haben normalerweise mehr Gewicht als semantische; so bestimmt bei Wortzusammensetzungen das Letztglied das Genus und kann bei Personenbezeichnungen zu einer Wortbedeutung ohne Sexus führen:
1. Femininum:
  - Die Wortendungen -kraft und -schaft bewirken das feminine Genus einer Bezeichnung und enthalten kein Sexusmerkmal: Lehrkraft oder Lehrerschaft sind geschlechtsneutral.
  - Einige Sachbezeichnungen auf -ung können Personen geschlechtsneutral bezeichnen: Bedienung, Geschäftsführung oder Leitung.
2. Maskulinum:
  - Die Wortendung -ling bewirkt das maskuline Genus einer Bezeichnung: Impfling oder Neuling sind geschlechtsneutral (männliche Ausnahmen: Jüngling, Häuptling); ein zusätzliches Anhängen von -in für weibliche Personen ist bei dieser Wortgruppe nicht möglich.

 Lehnwörter aus dem Englischen
Aus der englischen Sprache entlehnte Personenbezeichnungen bekommen regelhaft das maskuline Genus zugewiesen (der Discjockey, der Fan, der Star), sofern sie nicht bereits im Englischen sexusspezifisch sind (die Lady, die Queen). Auch moderne Berufsbezeichnungen wie Coach, Consultant oder CEO erhalten im Deutschen das maskuline Genus (der Coach), behalten aber ihre sexusfreie Wortbedeutung (männlicher/weiblicher Coach). Für Stellenausschreibungen wird dazu eine neutralisierende Ergänzung empfohlen: Coach (m/w/d).
Von Anglizismen mit der Wortendung -er werden im Deutschen häufig weibliche Ableitungen auf -in gebildet (Babysitterin, Bankerin, Managerin, Trainerin). Nicht üblich ist die sexusbezogene Gelegenheitsbildung die Teenagerin, die im Online-Duden nicht geführt wird.

## Sexus als Faktor der Genus-Zuweisung
Die Duden-Grammatik von 2016 hält grundlegend fest: „Das Substantiv hat ein festes Genus, das heißt, das Genus des Substantivs ist weder frei wählbar noch richtet es sich nach dem grammatischen Zusammenhang (wohl aber teilweise – etwa bei Personenbezeichnungen – nach der Bedeutung).“ Dann folgen „Regeln und Faustregeln für das Genus der Substantive“, wovon die erste „semantische Faktoren für die Genuszuweisung“ behandelt, noch vor den morphologischen und den lautlichen Faktoren:

„Bei den semantischen Faktoren für die Festlegung des Genus ist zwischen Personen- und Sachbezeichnungen zu unterscheiden. Eine Zwischenstufe bilden Tierbezeichnungen.“

 Bezeichnungen, die über das Bedeutungsmerkmal natürliches Geschlecht verfügen und ihr Genus nicht vorrangig von anderen Faktoren zugewiesen bekommen (wie Verkleinerungsformen oder Wortzusammensetzungen), werden von der Duden-Grammatik in die „Klasse B“ eingeordnet: „Personenbezeichnungen, die nur sexusspezifisch gebraucht werden. Sie beziehen sich also je nachdem nur auf männliche oder nur auf weibliche Personen. Dabei gilt: (a) spezifisch männlich → maskulines Genus, (b) spezifisch weiblich → feminines Genus“.
| Unterschiedliche Wortstämme | Unterschiedliche Wortstämme |                        | Selber Wortstamm      | Selber Wortstamm |
| [+männlich] Maskulinum      | [+weiblich] Femininum       | [+männlich] Maskulinum | [+weiblich] Femininum |                  |
| --------------------------- | --------------------------- | ---------------------- | --------------------- | ---------------- |
| der Mann                    | die Frau                    |                        | → der Bräutigam       | die Braut        |
| der Herr                    | die Dame                    | → der Witwer           | die Witwe             |                  |
| der Vater                   | die Mutter                  | → der Hexer            | die Hexe              |                  |
| der Bruder                  | die Schwester               | (Chef)                 | → die Chefin          |                  |
| der Mönch                   | die Nonne                   | (Lehrer)               | → die Lehrerin        |                  |
| der Knecht                  | die Magd                    | ( … )                  | → u.v.a.m.            |                  |

Als Bezeichnungen für Männer bleiben Bräutigam, Witwer und Hexer die bisher einzigen Ableitungen von weiblichen Bezeichnungen vom selben Wortstamm (im Englischen gibt es die männliche Ableitung widower und die Wortbildung bridegroom). Zu Chefin und Lehrerin als Beispiele für rund 12.000 abgeleitete Femininformen sind die Pendants zwar maskulin, aber nicht zwangsläufig an das natürliche Geschlecht gebunden (Klasse C): Chef und Lehrer werden sowohl sexusspezifisch für Männer gebraucht als auch sexusindifferent im Sinne von „Führungskraft“ und „Lehrperson“ (generisch).
Genus-Kongruenz
In ihrem Kapitel Kongruenz im Genus (Genuskongruenz) führt die Duden-Grammatik als erstes die „semantische Kongruenz“ an und unterscheidet die zwei Genera Femininum und Maskulinum:
- „Bei Bezug auf eine weibliche Person werden die grammatisch femininen Bezeichnungen gewählt. Das gilt heute auch bei Bezug auf Substantive mit Genus Neutrum, z. B. Mädchen“.
„Bei Bezug auf eine männliche Person werden die grammatisch maskulinen Bezeichnungen gewählt“.[g: 9]

Das Genus einer Personenbezeichnung bestimmt ebenfalls das Genus beziehungsweise die Form von auf sie Bezug nehmenden Wortarten (grammatische Kongruenz):
- Artikel: die/der, eine/ein
- Pronomen: sie/er, ihre/seine
- Adjektiv: beliebte/beliebter
- Prädikation: ist Lehrerin / ist Lehrer

Wenn ein geschlechtsgebundener Personenname oder eine sexusspezifische Personenbezeichnung Subjekt eines Satzes oder Satzteils ist (Nominalphrase), kann sich das entsprechende Genus durch den ganzen Satz ziehen, von der Wiederaufnahme mit Artikel oder Pronomen bis hin zum letzten Wort einer Prädikation. Meist lässt sich an den genusbedingten Formen sofort ablesen, ob Aussagen zu einer weiblichen Person oder zu einer männlichen Person gemacht werden (mentale Repräsentation):
- Die Lehrerin freut sich über ihre Auszeichnung; sie ist eine beliebte Mitarbeiterin.
Der Lehrer freut sich über seine Auszeichnung; er ist ein beliebter Mitarbeiter.

Beim sexusindifferenten, generischen Gebrauch maskuliner Formen (Klasse C) wird die inhaltliche Sexusbezogenheit ausgeblendet. Wenn zusätzlich der generische Singular als sprachliches Mittel eingesetzt wird, entsteht eine mehrfache Uneindeutigkeit der Aussage; so bleibt zunächst unklar, ob sexusspezifisch ein Mann gemeint ist oder exemplarisch alle Männer, oder ob eine verallgemeinernde Aussage zu einer gemischtgeschlechtlichen Personengruppe getroffen werden soll (sexusindifferent):
- Ein Lehrer muss seine Ausbildung nachweisen; er beginnt seine Laufbahn als Referendar.

Demgegenüber bleibt in der femininen Form die verallgemeinernde Aussage nur auf Frauen bezogen (sexusspezifisch):
- Eine Lehrerin muss ihre Ausbildung nachweisen; sie beginnt ihre Laufbahn als Referendarin.

Die Verwendung eines sexusfreien Satzsubjekts wie Lehrkraft oder Lehrperson würde auch mit femininem Genus alle Geschlechter einbeziehen.

### Genus-Sexus-Prinzip
Für Personenbezeichnungen mit der Bedeutungseigenschaft natürliches Geschlecht gilt allgemein, dass grammatisch feminine Bezeichnungen für weibliche Personen verwendet werden und maskuline für männliche Personen. Dieses Verhältnis zwischen einer grammatischen Kategorie (Genus) und einem semantischen Merkmal (Sexus) wird in der Grammatik des Deutschen seit Mitte des 20. Jahrhunderts unterschiedlich benannt.
2018 beschreiben die Genderlinguistinnen Kotthoff und Nübling die „Prinzipien der Genuszuweisung“ bei Personenbezeichnungen und bezeichnen die „Kopplung“ an das semantische Merkmal Geschlecht als „Genus-Sexus-Prinzip“:

„Es gibt kein anderes semantisches Genuszuweisungsprinzip von solch hohem Geltungsgrad. Die linguistische Genusforschung spricht hier vom Genus-Sexus-Prinzip. Dieses Faktum ist deshalb so bemerkenswert, weil die ursprüngliche Funktion der Genera ja nicht in der Anzeige von Geschlecht bestand. Dass aber Genus in vielen indoeuropäischen Sprachen an Geschlecht gekoppelt wurde, zeigt, dass es ein Bedürfnis gibt, menschliches Geschlecht im Genussystem und damit tief in der Grammatik zu verankern.

Da Genus an Kongruenz gebunden ist, zieht es sich oft vielfach durch die Nominalphrasen (es ermöglicht maßgeblich die sog. Nominalklammer) und ist es dadurch sehr präsent, man könnte sagen: omnipräsent.“

Nübling präzisiert diese Kopplung: „Solche so genannten Genus-Sexus-Korrelationen (besser: Genus-Geschlecht-Koppelungen) greifen bei Personenbezeichnungen so konsequent, dass sie das verlässlichste semantische Genuszuweisungsprinzip des Deutschen darstellen (so genanntes ‚Prinzip des natürlichen Geschlechts‘ nach Köpcke/Zubin 1996). […] Gerade an der Spitze der Belebtheitshierarchie, die durch geschlechtsinhärente Pronomen, Personennamen und Verwandtschaftsbezeichnungen repräsentiert wird, ist die Kopplung von Genus und Geschlecht von maximaler Rigidität: Bezeichnungen für Frauen sind feminin (Mutter, Tante) und solche für Männer maskulin (Vater, Onkel). Diese Regel ist so fest, dass sie bei Entlehnungen produktiv angewandt wird (die Lady, der Boy).“
Gabriele Diewald und Nübling beschreiben den Zusammenhang als eine „Regel“ der deutschen Sprache: „Das sieht man daran, dass fast alle semantisch weiblichen Bezeichnungen feminin und die männlichen maskulin sind: […], die Fahrerin – der Fahrer, die Hexe – der Hexer. Diese Regel gilt zu fast 100 Prozent und belegt, dass Genus engstens auf Sexus verweist.“
Das Grammatische Informationssystem (grammis) des Instituts für Deutsche Sprache (IDS) gibt 2017 in seiner Systematischen Grammatik nur kurz an: „Semantische Regeln der Genuszuweisung: Darunter werden Regeln verstanden wie die Regel, dass biologisch männliche Personen überwiegend mit grammatisch maskulinen Nomina bezeichnet werden.“
Der Sprachwissenschaftler Anatol Stefanowitsch bezeichnet 2020 den Zusammenhang von Genus und Sexus als „perfekte Korrelation“:

„Wörter, die sich ausschließlich auf Männer beziehen, sind maskulin, Wörter, die sich ausschließlich auf Frauen beziehen, sind feminin: der Mann – die Frau, der Vater – die Mutter, der Mönch – die Nonne, der Bräutigam – die Braut und so weiter. Die einzigen Ausnahmen sind Wörter, die eine Diminutivendung enthalten und grundsätzlich Neutra sind, wie ‚das Mädchen‘ oder ‚das Väterchen‘. In Dialekten, in denen Eigennamen mit Artikel auftreten können, gilt diese Korrelation ebenfalls: der Leon – die Leonie, der Hans – die Maria. […] Dass es eine Handvoll Wörter gibt, die sich auf beide Geschlechter beziehen, aber maskulin (‚der Mensch‘) oder feminin (‚die Person‘) sind, ändert daran nichts.“

Zum Themenheft Sprache und Geschlecht der Zeitschrift Muttersprache fassen Herausgeberin Andrea-Eva Ewels und Herausgeber Albrecht Plewnia 2020 zusammen, „dass biologisches Geschlecht auf der einen Seite und grammatisches Genus auf der anderen Seite zwar prinzipiell verschiedene Kategorien darstellen, zugleich allerdings in bestimmter Weise aufeinander beziehbar sind. Natürlich sind Substantive nicht ‚männlich‘ oder ‚weiblich‘ oder ‚sächlich‘, und die mit den Substantiven bezeichneten Dinge sind es auch nicht, aber Menschen (und Tiere) haben ein Geschlecht, und wir nutzen das Genus (unter anderem), um sprachlich auf das Geschlecht zu referieren.“
Im Jahr 2004 sprach der Sprachwissenschaftler Josef Klein von einer „Parallelität“ und bezog soziolinguistische Aspekte ein: „Da Personenbezeichnungen für menschliche Kommunikation von besonderer Wichtigkeit sind, rechtfertigt die dort vorherrschende Parallelität zwischen biologischem Geschlecht und grammatischem Genus nicht nur die Geschlechtermetaphorik in der Grammatik des Nomens, sondern legt auch den Gedanken nahe, dass die skizzierte Prädominanz des Maskulinums in der Grammatik (nicht nur) des Deutschen in einem nicht zufälligen Verhältnis zur angestammten Prädominanz des männlichen Geschlechts in der Gesellschaft steht.“
Allgemeiner formulierte das Ingrid Samel 2000 in ihrer Einführung in die feministische Sprachwissenschaft: „Ein Zusammenhang zwischen Genus und Sexus kann allerdings bei Personenbezeichnungen angenommen werden und wird bei diesen auch offensichtlich. Bei dieser Wortgruppe drückt das grammatische Genus meistens die semantischen Eigenschaften [weiblich] oder [männlich] aus, Ausnahmen gibt es wenige.“
1988 unterschied Gerhard Stickel (damaliger Direktor des Instituts für Deutsche Sprache) die „zwei Kategorisierungen“ unter Verwendung der Fachbezeichnung „Denotat“ im Sinne eines bezeichneten Lebewesens: „Einerseits das Genus, die drei formalgrammatischen Kategorien Maskulin, Feminin und Neutrum, und andererseits Sexus, die inhaltlichen Kategorien ‚männlich‘ und ‚weiblich‘ von Wortbedeutungen, die sich auf die beiden biologischen Geschlechter beziehen. Substantive mit männlichem Denotat sind in der Regel Maskulina (Mann, Hengst, Stier), solche mit weiblichem Denotat meist Feminina (Frau, Stute, Kuh).“ Im umgekehrten Sinne sei das aber nicht zu verallgemeinern: „Nur können diese Zusammenhänge nicht dahingehend ‚vereinfacht‘ werden, daß die formalen Eigenschaften feminin und maskulin als durchgängige Ausdrucksmerkmale für die semantischen Eigenschaften ‚weiblich‘ und ‚männlich‘ zu deuten wären.“
1983 erbrachten die Genusforscher Klaus-Michael Köpcke und David Zubin den Nachweis, „daß die Kategorie Genus semantisch-pragmatisch zum Transport von Bedeutungen ausgenutzt wird“. Sie sprachen von einer „1:1-Korrespondenz“ bei der Genus-Zuweisung von Personenbezeichnungen gemäß einer „semantischen Regel, derzufolge bei Bezeichnungen für Menschen biologisches Geschlecht und grammatisches Genus in einer 1:1-Korrespondenz zueinander stehen“. Eingeräumt werden müsse, „daß bei einigen Bezeichnungen für Frauen und Kinder mit dem Neutrum eine sexuelle Distanzierung ausgedrückt“ werde (das Weib, das Mädchen).
Genus-Sexus-Übereinstimmung
Die Duden-Grammatik definierte bis zur Jahrtausendwende den Zusammenhang von Genus und Sexus als allgemeine „Übereinstimmung“; in der 1. Auflage 1959 wurden noch die schulgrammatischen Bezeichnungen verwendet:

„Das grammatische Geschlecht der Substantive, die Personen benennen, darunter besonders der Verwandtschaftsbezeichnungen, stimmt im allgemeinen mit dem natürlichen Geschlecht der Person überein: der Vater, die Mutter; […] der Lehrer, die Lehrerin; der Knecht, die Magd.“

Die 6. Auflage, 1998 herausgegeben von Peter Eisenberg und Annette Klosa-Kückelhaus, nutzte die wissenschaftlichen Fachbezeichnungen und änderte die Reihenfolge der Geschlechter:

„Das Genus der Substantive, mit denen Personen bezeichnet werden, stimmt im Allgemeinen mit dem natürlichen Geschlecht (dem Sexus) der Person überein: die Mutter, der Vater, […] die Lehrerin, der Lehrer.“

Nicht ausgeführt wurden die Grundlagen dieser „Übereinstimmung“, die Beispiele veranschaulichten nur das Muster: Femininum für weibliche Personen und Maskulinum für männliche. In den folgenden Auflagen der Duden-Grammatik finden sich diese Formulierungen nicht mehr, stattdessen wird vom Sprachgebrauch ausgehend unterschieden zwischen sexusspezifischer und sexusindifferenter Verwendung von Personenbezeichnungen. Damit wurde die Bedeutungseigenschaft Sexus ab der Jahrtausendwende zur Grundlage der grammatischen Behandlung des gesamten Wortfelds, davon rund 12.000 verschiedene Bezeichnungen mit jeweils zwei grammatischen Formen entsprechend dem Geschlecht der bezeichneten Personen.
Das grammis-System des IDS bezieht sich noch Ende 2020 auf diese „Übereinstimmung“, wenn es in seiner Wissenschaftlichen Terminologie auf Ausnahmen hinweist: „Sexus und Genus müssen nicht übereinstimmen (z. B. das Mädchen → Sexus = fem./Genus = neutr.).“
Carolin Müller-Spitzer leitet seit 2021 am Leibniz-Institut für Deutsche Sprache (IDS) das Projekt Empirische Genderlinguistik und benennt das Verhältnis als „Kongruenz“ (Übereinstimmung): „Dass diese Genus-Sexus-Kongruenz, d. h. die Verwendung des grammatischen Geschlechts zur Kennzeichnung der Geschlechtsidentität der bezeichneten Person, (nur) bei Personenbezeichnungen in vielen geschlechtsspezifischen Sprachen vorzufinden ist, liegt vermutlich daran, dass Menschen sich nun einmal für das Geschlecht ihrer Mitmenschen interessieren“.

### Verwandtschaftsbezeichnungen
Mit Ausnahme von Pluralwörtern (Eltern, Geschwister) sind Verwandtschaftsnamen strikt geschlechtsgebunden und liegen in zwei sexusspezifischen Varianten aus verschiedenen Wortstämmen vor (Bruder, Schwester). Für Verwandtschaftsbezeichnungen gilt generell, dass die maskuline Variante nicht sexusindifferent (generisch) verwendet wird.
Es gibt im Deutschen nur zwei Bezeichnungspaare mit jeweils gemeinsamem Wortstamm:
1. der Cousin → die Cousine (Kinder von Onkeln oder Tanten): Das Bezeichnungspaar wurde aus dem Französischen übernommen und ist seit dem 18. Jahrhundert geläufig; die Femininform lautete zunächst Kusine. Die traditionellen deutschen Bezeichnungen waren Vetter – Base.[29]
  - Der Online-Duden gibt zum Worteintrag Cousin keinen Hinweis zu einer sexusindifferenten Verwendung. Mit alle meine Cousins sind keine Cousinen gemeint.[d: 2]
  - Das Digitale Wörterbuch der deutschen Sprache führt Cousin nur mit dem geschlechtsspezifischen Beispiel „Sohn meines Onkels, meiner Tante“; der Gebrauch der Bezeichnung steigt seit 1973 zunächst steil an, danach stetig (der Gebrauch der weiblichen Form Cousine steigt seit 1969 langsam).[29]
2. der Enkel → die Enkelin (Kindeskinder): Das Wort Enkel ist ursprünglich eine Verkleinerungsform von ano („Vorfahre, Großvater“); als geschlechtsneutrale Kurzform setzt es sich im 16. Jahrhundert durch. Ein Jahrhundert später wird die abgeleitete feminine Form Enkelin üblich.[30]
  - Der Online-Duden gibt zum Worteintrag Enkel zwei Bedeutungen an: „1: Sohn des Sohnes oder der Tochter; 2. Nachfahre, Nachkomme“; dazu wird ein Hinweistext eingeblendet zur Mehrdeutigkeit der generischen Verwendung (als Nachkomme/Nachkommin).[d: 3]
  - Das Digitale Wörterbuch der deutschen Sprache führt Enkel nur geschlechtsneutral als „1. Kind des eigenen Kindes, Kindeskind; 2. Nachkomme“; der Gebrauch der Bezeichnung steigt seit 1955 stetig an (der Gebrauch der weiblichen Form Enkelin steigt seit 1973 stark).[30]

Insgesamt spricht der Philosoph und Theologe Richard Schröder 2021 von einer Genus-Sexus-Identität: „Bei den Verwandtschaftsbezeichnungen ist die Sache besonders einfach, weil hier das grammatische Geschlecht (Genus) und das biologische Geschlecht (Sexus) immer identisch sind.“
Die Germanisten Köpcke und Zubin hielten 1996 in Bezug auf Verwandtschaft fest: „hier werden kategorisch das Femininum und das Maskulinum entsprechend zum natürlichen Geschlecht des Referenten zugewiesen.“ Insbesondere in diesem Bereich komme das „Prinzip des perzipierten Geschlechts“ zum Tragen.
Stickel beschrieb 1988 die enge Verbindung zwischen Genus und dem Geschlecht von Verwandten:

„Im Hinblick auf die Bedeutungseigenschaften ‚männlich‘ und ‚weiblich‘ ist im Deutschen neben den Wortpaaren Mann und Frau, Junge oder Bub und Mädchen nur das Wortfeld der Familienbezeichnungen lexikalisch ausgewogen: Vater : Mutter, Sohn : Tochter, Neffe : Nichte usw. Hinzu kommen geschlechterübergreifende bzw. geschlechtsneutrale Bezeichnungen wie Kind, Eltern, Geschwister. Der Ausbau dieses lexikalischen Feldes ist sicherlich auch dadurch bedingt, daß die Kennzeichnung und Wahrnehmung von Familienangehörigen nach ihrem Geschlecht schon immer wichtig war.

Historisch abwegig wäre es jedoch, aus diesen geschlechtssymmetrischen lexikalischen Verhältnissen zu schließen, daß in deutschsprachigen Familien stets Gleichberechtigung der Geschlechter geherrscht hat.“

### Vornamen
Personennamen dienen der Identifizierung und Individualisierung eines Menschen; sie bestehen aus Vorname plus Familienname und ergeben zusammen eine Namenklarheit. Vornamen können geschlechtsgebunden, für beide Geschlechter verwendbar oder geschlechtsneutral sein. Vornamen mit „Geschlechtsoffenkundigkeit“ bekommen im Deutschen immer das ihrem Sexus entsprechende Genus zugewiesen, das auch mit einem Artikel angezeigt werden kann: Die kluge Paula beweist ihr Können, der kluge Paul beweist seins.
In einem mehrjährigen Forschungsprojekt zu weiblichen Vornamen untersuchte die Historische Sprachwissenschaftlerin Damaris Nübling die Kopplungen zwischen grammatischem und natürlichem Geschlecht; den „engen Konnex“ zwischen beiden verdeutlicht sie 2018 an heute noch anzutreffenden Namen aus der germanischen Sprache:

„Für einen engen Konnex zwischen Genus und Geschlecht sprechen übrigens auch die Vornamen: Bei der alten Schicht der germanischen Rufnamenkomposita galt das strikte Prinzip, dass Frauennamen ein feminines und Männernamen ein maskulines Zweitglied enthalten mussten, egal was sie bedeuteten (z. B. Mechthild enthält das alte Femininum -hild ‚Kampf‘, Arnulf / Arnolf das Maskulinum -wulf / -wolf ‚Wolf‘). Heutige Unisex-Namen wie Nicola leisten die Geschlechtsspezifikation so selbstverständlich über das Genus, dass es nicht einmal auffällt (die Nicola – sie, der Nicola – er).“

### Feminine Formen von Personenbezeichnungen
Bereits 1984 wies die Duden-Grammatik ausdrücklich auf die Sexusgebundenheit von Femininformen hin: „Wenn man jedoch das weibliche Geschlecht deutlich zum Ausdruck bringen will, wählt man entweder die feminine Form (z. B. auf ‚-in‘) oder eine entsprechende Umschreibung“. Demgegenüber werde „das Maskulinum als neutralisierend bzw. verallgemeinernd“ empfunden. In einem Zeitungsartikel erklärte Eisenberg 2021 als Mitherausgeber der Duden-Grammatiken 1995 und 1998 zum Unterschied zwischen den Genera: „Das Femininum ist das Bild, es ist markiert, es bezieht sich immer auf Frauen. Das Maskulinum bezieht sich dagegen nicht immer auf Männer.“ Die Slawistin Ursula Doleschal hielt hierzu im Jahr 2002 fest, dass diese „Normierungsbestrebungen“ in „Grammatiken und Sprachlehren des Deutschen“ bereits seit Mitte des 19. Jahrhunderts festzustellen sind: „Ab diesem Zeitpunkt geht es ihnen bis nach dem Zweiten Weltkrieg hauptsächlich darum, die Bezeichnung von Frauen auf weibliche Personenbezeichnungen festzulegen.“
Bezeichnungen für weibliche Personen werden im Deutschen meistens gebildet durch das Anhängen der Endung -in an eine vorhandene maskuline Bezeichnung (Lehrer → Lehrerin) oder an den entsprechenden Wortstamm (Kollege → Kollegin). Die Wortbildung kann zu einer Umlautung führen: Arzt → Ärztin. Die Endung markiert die Femininform sichtbar als [+weiblich] (im Unterschied zu den unmarkierten weiblichen Bezeichnungen Amme, Hexe, Witwe); der weibliche Sexus ist feststehend. Die Duden-Grammatik von 2016 nennt hierzu „die Movierungsregel, nach der nur maskuline Personen- und Tierbezeichnungen mit -in verbunden werden“; diese Regel werde gelegentlich in belletristischen oder werbenden Texten verletzt (Dompteusin, Würstin, Rättin). Die Endung wurde früher auch in einer anderen Bedeutung verwendet: „fast verschwunden sind Derivate auf -in zur Bezeichnung der Ehefrau des in der Basis Genannten: Amtsmännin, Schillerin. Das entspricht einer auch bei anderen Affixen seit dem Frühneuhochdeutschen beobachteten Tendenz zur Reduzierung der Funktionsvielfalt“.
 12.000 Bezeichnungsformen für weibliche Personen
Im Laufe des Jahres 2021 ergänzte der Online-Duden zu seinen rund 12.000 Artikeln über Personen- und Berufsbezeichnungen jeweils einen voll ausgearbeiteten Artikel zur femininen Form: Lehrerin hat nun die eigenständige Wortbedeutung als „weibliche Person“ und die Maskulinform Lehrer bedeutet „männliche Person“ (gemäß lexikalischer Semantik). Ab dem Start in 2011 stand unter Lehrerin nur ein kurzer Verweis auf den jeweiligen „Hauptartikel“ mit der schulgrammatischen Angabe: „weibliche Form zu Lehrer“.

### Ausnahmen vom Genus-Sexus-Prinzip
Einige Personenbezeichnungen, die über das Bedeutungselement Sexus verfügen, fallen nicht unter das Genus-Sexus-Prinzip, weil bei ihnen ein anderer Faktor der Genus-Zuweisung die Ausrichtung am Sexus überlagert. Eine „Genus-Sexus-Divergenz“ kann sich aus der Wortgestalt (Morphologie) ergeben; die Duden-Grammatik schreibt zu Sonderfällen: „Morphologische Faktoren haben normalerweise mehr Gewicht als semantische.“ Die beiden wichtigsten sind:
1. Bei Verkleinerungsformen (Diminutiva) führt die Wortendung (Diminutivaffix) immer zum sächlichen Genus (Neutrum): Bruder → das Brüderchen; Schwester → das Schwesterlein.[g: 5]
2. Bei Wortzusammensetzungen (Komposita) bestimmt das jeweilige Grundwort das Genus (Letztglied-Prinzip): Mannsperson ← die Person; Frauenzimmer ← das Zimmer (im Unterschied zu die Zimmerfrau).

 In einigen Fällen können sich Artikel, Pronomen oder Prädikationen wahlweise am Genus oder am Sexus einer solchen Bezeichnung orientieren:
1. Grammatische Kongruenz: Das Mädchen wurde gewählt; es freute sich über seine Wahl.
2. Semantische Kongruenz: Das Mädchen wurde gewählt; sie freute sich über ihre Wahl.
Dies ist eine „Konstruktion nach dem Sinn“ (constructio ad sensum); die Duden-Grammatik von 2016 erklärt hierzu: „semantische Kongruenz […] Sie fällt vor allem dort auf, wo grammatische und semantische Merkmale nicht in der üblichen Weise aufeinander bezogen sind: Das Mädchen wird einmal eine gute Tennisspielerin sein.“[g: 13] Der Online-Duden vermerkt 2020 in seiner Reihe Sprachwissen: „immer häufiger wird in solchen Fällen das natürliche Geschlecht gewählt.“[40]

Es gibt nur rund ein Dutzend Bezeichnungen für Frauen ohne feminines Genus, ähnlich viele Bezeichnungen für Männer haben kein maskulines Genus. Nübling analysiert diese Ausnahmen von der Regel als „Geschlechterdisziplinierungen durch ‚Fehlklassifikation‘“, um soziale Distanz herzustellen oder Abwertung auszudrücken. Köpcke vermerkte 1983 zu diesen Ausnahmen von der Genus-Sexus-Korrespondenz, „daß bei einigen Bezeichnungen für Frauen und Kinder mit dem Neutrum eine sexuelle Distanzierung ausgedrückt wird“. Das feminine Genus von Bezeichnungen für Männer ist meist mit einer abwertenden Wortbedeutung verbunden.

#### Weiblicher Sexus ohne Femininum
1. Maskulinum:
  - der Vamp ist eine Bezeichnung aus der Filmkritikersprache für eine Frau(enfigur), die sich durch ihre Macht über Männer „wie ein Mann“ verhält (Femme fatale)[n: 1]
  - der Backfisch, der Blaustrumpf erhalten ihr Genus vom Letztglied
2. Neutrum:
  - das Weib ist eine veraltete Bezeichnung, die Weiber ist abwertend[n: 1]
das Weibsbild, das Weibsstück (vom Letztglied) verdoppeln die Versächlichung der Frau
  - das Luder ist abwertend, das Mensch ist in Dialekten eine „liederliche Frau“[d: 5][4]
  - das Groupie ist eine respektlose Bezeichnung für hingebungsvolle weibliche Fans
  - das Girl ist eine Lehnwort aus dem Englischen und vergleichbar mit das Gör (siehe auch das Girlie)
  - das Mädchen und das Mädel erhalten ihr sächliches Genus von ihrer Verkleinerungs-Endung (veraltet: das Fräulein)
  - das Frauenzimmer erhält sein Genus vom Letztglied (siehe auch Sabinchen war ein Frauenzimmer)

#### Männlicher Sexus ohne Maskulinum
1. Femininum:
  - die Memme zeigt für männliche „Versager“ an, dass diese ihre Geschlechtsrollen-Erwartung nicht erfüllen, vergleichbar zu die Lusche[n: 1]
  - die Schwuchtel, die Tucke, die Tunte sollen Homosexualität oder Transvestitismus von Männern als „nicht-männlich“, als „verweiblicht“ brandmarken[4]
  - die Eminenz wird in der katholischen Kirche als Anrede mit explizit männlichem Sexus verstanden (von lateinisch eminentia „das Hervorragen“),[42] ebenso die Heiligkeit (vom Letztglied)
2. Neutrum:
  - das Männchen und das Männlein erhalten ihr sächliches Genus von ihrer Verkleinerungs-Endung (Diminutivaffix)
  - das Mannsbild erhält sein Genus vom Letztglied

### Kritik an einer Überbetonung von Sexus
Unter dem politischen Schlagwort „Sexualisierung der Sprache“ wird an Konzepten geschlechtergerechter Sprache kritisiert, dass die Geschlechtlichkeit von bezeichneten Personen zu aufdringlich in den Vordergrund gerückt würde. Die eigentliche Wortbedeutung von „Sexualisierung“ bezieht sich allerdings nur auf Sexuelles, nicht auf Aspekte des sprachlichen natürlichen Geschlechts. Diesbezügliche Ableitungen des Wortes „Sexus“ wären Sexuierung oder sexuiert; beide Formen sind aber in der Bedeutung nicht gebräuchlich.
Die Bezeichnung „Sexualisierung“ wurde 1927 von dem Indogermanisten Hermann Hirt eingeführt, um eine sprachgeschichtliche Zunahme von „Geschlechtsbezeichnungen“ für Lebewesen und darüber hinaus sogar für unbelebte Dinge zu erklären. Er sah hierbei die Sexus-Unterscheidung als sekundäre Funktion des Genus.
Die Kritik unter dem Etikett „Sexualisierung“ setzte 1994 ein mit einer Schrift der Sprachwissenschaftlerin Elisabeth Leiss, betitelt als Genus und Sexus – kritische Anmerkungen zur Sexualisierung von Grammatik. Leiss warf insbesondere den feministischen Sprachwissenschaftlerinnen vor, Genus und Sexus schlicht gleichzusetzen oder zu vermischen bei ihren Versuchen, Frauen mit sprachlichen Mitteln sichtbar zu machen. Diese Kritik richtete sich gegen geschlechtergerechte Strategien wie Beidnennung (Paarform), bei der sowohl der weibliche wie der männliche Sexus deutlich zutage treten (alle Lehrerinnen und Lehrer der Schule). In der Folge griffen Gegner der geschlechtergerechten Sprache die Kritik auf und gaben ihr mit der Steigerungsform „Zwangssexualisierung“ eine gesellschaftspolitische Zielrichtung.
Mitte 2020 schreibt die Sprachwissenschaftlerin Ewa Trutkowski: „Gendern, also die Nutzung sogenannter gendergerechter Sprache, kann als Konsequenz der Vermengung des Merkmals Genus mit dem Merkmal Sexus angesehen werden. Die Linguistin Elisabeth Leiss hat diese Vermischung bereits 1998 als ‚Sexualisierung bzw. Sexierung der Grammatik‘ gebrandmarkt.“
Nele Pollatschek veröffentlichte 2020 den Artikel Deutschland ist besessen von Genitalien – Gendern macht die Diskriminierung nur noch schlimmer, in dem sich gegen eine unnötige „Sichtbarmachung“ von Geschlechtlichem wendet: „Wenn wir im Deutschen gendern, dann sagen wir damit: Diese Information ist so wichtig, dass sie immer mitgesagt werden muss. Und wir sagen: Nur diese Information muss immer mitgesagt werden.“ Dagegen blieben Persönlichkeitsmerkmale wie Religion oder Hautfarbe sprachlich unberücksichtigt, würden also von der geschlechtergerechten Sprachpraxis „diskriminiert“. Pollatschek bevorzugt für sich die generische Bezeichnung „Schriftsteller“, bei der kein Sexus sichtbar sei; durch die weibliche Berufsbezeichnung „Schriftstellerin“ fühle sie sich auf ihr Geschlecht reduziert: „Wer aus meinem ‚Schriftsteller‘ ein ‚Schriftstellerin‘ macht, kann auch gleich ‚Vagina!‘ rufen“ (siehe unten zu das Bundeskanzler). Der Sprachwissenschaftler Anatol Stefanowitsch antwortete darauf im Tagesspiegel und verteidigte die sprachliche Sichtbarmachung aller Geschlechter auch bei mehrgeschlechtlichen Schreibweisen mit Genderzeichen wie dem Genderstern; hierbei soll ausdrücklich zwischen [+männlich] und [+weiblich] auch eine dritte, nichtbinäre Geschlechtsoption sichtbar gemacht werden (alle Lehrer*innen der Schule).

## Sexusindifferenter Gebrauch maskuliner Formen
Die Duden-Grammatik von 2016 unterscheidet bei maskulinen Personenbezeichnungen, ob diese nur geschlechtsspezifisch (Klasse B) oder daneben auch geschlechterübergreifend gebraucht werden: der Bürger, der Chef, der Lehrer. Letztere werden der „Klasse C“ zugeordnet:

„Klasse C umfasst maskuline Personenbezeichnungen, die sowohl sexusspezifisch (Bezug nur auf Männer) als auch sexusindifferent gebraucht werden. Neben solchen Maskulina steht gewöhnlich eine feminine Ableitung, die sexusspezifisch auf weibliche Personen referiert (Klasse B), meist mit dem Suffix -in (traditioneller Fachausdruck: Movierung): Abiturient → Abiturientin; Agent → Agentin […]“

Die Feministische Sprachwissenschaftlerin Luise F. Pusch beschrieb 1987 das Verhältnis von Genus und natürlichem Geschlecht:

„Maskulina können sich generell nicht nur auf männliche Referenten beziehen, sondern auch auf gemischtgeschlechtliche Gruppen. Diese zweite Funktion wird als sog. generische oder geschlechtsabstrahierende Funktion bezeichnet. Feminina haben dagegen eine ausschliesslich geschlechtsspezifizierende Funktion.“

### Generische Maskulinform
Die Gesellschaft für deutsche Sprache (GfdS) erklärt 2021 zur Fachbezeichnung „generisch“:

„In der Sprachwissenschaft spricht man also von generisch, wenn ein Wort zwar eine bestimmte, z. B. männliche Ausdrucksseite hat, die Inhaltsseite jedoch weiter, allgemeingültiger gefasst ist und nicht nur etwas Männliches bezeichnet. Auf die aktuelle Diskussion bezogen bedeutet das: Die Eigenschaft des generischen Maskulinums ist es, dass ein Wort als Maskulinum, also in grammatisch männlicher Form erscheint, sich dabei aber nicht allein auf das männliche (natürliche) Geschlecht beziehen, sondern allgemeingültig verstanden werden und alle Geschlechter umfassen soll. […]

Tatsächlich stellt das Digitale Wörterbuch der deutschen Sprache fest, dass das Adjektiv generisch erst seit etwa 1980 in der Allgemeinsprache gelegentlich gebraucht wird, also zu einer Zeit, als geschlechtergerechtes Formulieren erstmals in den Fokus der Aufmerksamkeit rückte. Doch erst seit 2016, als die Debatte gesamtgesellschaftlich entbrannte, nahm seine Verwendung exponentiell zu.“

Wenn von einer „maskulinen“ Form gesprochen wird, ist damit die Variante einer Personenbezeichnung gemeint, zu der es als Pendant aus demselben Wortstamm eine grammatisch feminine Form gibt (für weibliche Personen). Die Maskulinform wird schulgrammatisch auch „männliche Form“ genannt, die Femininform „weibliche Form“ (als jeweiliges „grammatisches Geschlecht“). Gabriele Diewald bezeichnet diese große Gruppe als „paarig vorliegende Personenbezeichnungen“.
Wenn die einzelnen Formen sexusspezifisch verwendet werden, richtet sich ihr Genus nach dem Sexus des Bezugsworts oder dem Geschlecht beziehungsweise der Geschlechtsidentität der bezeichneten Person (Referent); bei einem sexusindifferenten Gebrauch sind gemischtgeschlechtliche Personengruppen gemeint oder Personen unbekannten Geschlechts. Die semantischen Merkmale von paarigen Bezeichnungen hängen von ihrer Gebrauchsweise ab (kontextabhängig). Das normale Genus erhält bei seinem sexusindifferenten Gebrauch die Kennzeichnung „generisch“ (verallgemeinernd, geschlechterübergreifend), unterschieden in „generisches Maskulinum“ und „generisches Femininum“:
| der Lehrer                                               | der Lehrer (generisch)                         |  | die Lehrerin                                             | die Lehrerin (generisch)                       |
| -------------------------------------------------------- | ---------------------------------------------- |  | -------------------------------------------------------- | ---------------------------------------------- |
| [+belebt] [+menschlich] 00 [+männlich] 0000 [+Lehrberuf] | [+belebt] [+menschlich] 00 – 0000 [+Lehrberuf] |  | [+belebt] [+menschlich] 00 [+weiblich] 0000 [+Lehrberuf] | [+belebt] [+menschlich] 00 – 0000 [+Lehrberuf] |

Zum generischen Femininum merkte der Sprachwissenschaftler Peter Eisenberg 2018 an: „Das generische Femininum gibt es nicht“. 2020 präzisiert er: „Ein generisches Femininum gibt es im Deutschen nur bei Einzelwörtern, aber nicht als Strukturmerkmal produktiver Wortableitungen.“ Einige feminine Tierbezeichnungen werden generisch gebraucht, wenn statt dem weiblichen Tier die ganze Art gemeint ist: Katzen kann sexusindifferent die Katze und den Kater umfassen, Gänse übergeordnet die Gans und den Ganter/Gänserich. Der Kater ist eine Katze und der Ganter ist eine Gans. Grundsätzlich wird sich auf feminine Gattungsnamen grammatisch kongruent mit femininen Pronomen bezogen: eine der Mücken, jede der Mücken, ohne dadurch einen Sexus anzudeuten. Bei generischen Feminina ist diese Eindeutigkeit nicht gegeben. Als Mittel der Personenbezeichnung finden sie sich seit der Jahrtausendwende gelegentlich in Medien und Sachbüchern als Variante beim abwechselnden Gendern: Virologen, Epidemiologinnen und Mediziner (Beispiele).
Zum generischen Maskulinum erklärt Eisenberg 2021: „Das generische Maskulinum ist etwas ganz Besonderes. Es liegt ein wenig außerhalb unseres normalen logischen Denkens. […] Das Femininum bezeichnet bei Personenbezeichnungen Frauen, aber das Maskulinum hat die Möglichkeit einer sexusunabhängigen Verwendung. Wir brauchen so eine unmarkierte Kategorie unbedingt. […] Das generische Maskulinum ist an den Sprachgebrauch gebunden.“
Die Rechtswissenschaftlerin Tamar Kricheli Katz und der Wirtschaftswissenschaftler Tali Regev vermerken 2022 in Bezug auf Sprachen mit Genera:

„In Sprachen mit grammatischen Geschlechtern wie Französisch, Spanisch, Deutsch und Hebräisch haben die Elemente der Sprache – Pronomen, Substantive, Adjektive und/oder Verben – feminine und maskuline Formen. […] Bei den meisten Sprachen mit Genera besteht die grammatische Regel, die maskuline Form der Sprache zum generischen, kollektiven Bezug auf Frauen und Männer zu verwenden. Beispielsweise, wenn eine gemischte Gruppe von Frauen und Männern gemeinsam angesprochen wird, gilt die grammatische Regel, sie kollektiv im Maskulinum anzusprechen, so als ob die Gruppe ausschließlich aus Männern besteht.“

Der Romanist Hans-Martin Gauger fasste 2014 zusammen: „Unsere Sprache hat sich, wie sehr viele andere Sprachen, für die männliche Form entschieden, wenn es um das Generische geht, wenn also vom Geschlecht abgesehen wird: ‚Lehrer werden zu schlecht bezahlt‘ oder ‚Dem Franzosen ist gutes Essen wichtiger als dem Deutschen‘ oder ‚Die Zahl der Radfahrer nimmt zu‘.“
Die Sprachwissenschaftlerin Friederike Braun erklärte 1996, vom generischen Maskulinum werde gesprochen, „wenn Bezeichnungen für männliche Personen auch zur Bezeichnung von allgemein Menschlichem, von gemischten Gruppen, von Personen unbekannten und unspezifizierten Geschlechts verwendet werden“, etwa Der Wähler hat entschieden, Die Studenten melden sich zu Wort, aber auch der Mann auf der Straße, der Doktorvater.
 12.000 maskuline Formen von Personenbezeichnungen
Zu den 12.000 Maskulinformen von Personenbezeichnungen im Online-Duden merkt die Redaktion Anfang 2021 an, dass ihre sexusindifferente (generische) Verwendung nicht bestritten werde, sie sei aber „nicht Bestandteil der lexikografischen Kategorie ‚Bedeutung‘“. Die maskuline Form Lehrer steht nun für eine „männliche Person“ und die Femininform Lehrerin für eine „weibliche Person“. Zu jeder Maskulinform werde auf ihre geschlechterübergreifende Gebrauchsmöglichkeit hingewiesen; zur Vermeidung dabei aufkommender Uneindeutigkeit würden stellenweise geschlechtsneutrale Alternativen genannt (siehe oben zur Lehrerin und unten zum Hinweistext).
 Generizität
Auch Pronomen, die drei grammatische Formen annehmen können, werden in ihrer maskulinen Form generisch verwendet:
- einer/keiner/jeder von uns (nur unter Frauen: eine/keine/jede von uns, unter Kindern: eins/keins/jedes von uns)
- das gefällt einem, das schadet einem (Grimm 1890)[11]

Für Generizität kann schon die maskuline Form des Artikels ausreichen: Der Angestellte genießt Kündigungsschutz. Hier kommt zum generischen Maskulinum der generische Singular hinzu, weil am Beispiel eines Exemplars eine Aussage zur gesamten Personengruppe gemacht wird. Der Singular erzwingt die Entscheidung für ein Genus. So nutzt Peter Eisenberg in einem Artikel 2021 den maskulinen Singular für substantivierte Partizipien, die im Plural sexus- und genusfrei sind (ohne die angefeindete Bezeichnung Studierende zu nennen): „Der Typ Zuhörender hat es auf etwa zwei Dutzend Wörter gebracht, deren Mehrheit solche wie Vorsitzender, Reisender, Badender, Mitwirkender, Liebender, Lebender, Sterbender, Leidender, Notleidender, Klagender und Fragender umfasst.“ In einem Interview wird Eisenberg hinterher gefragt: „Gibt es einen Zusammenhang zwischen Genus und Sexus, also zwischen dem grammatischen und dem biologischen Geschlecht?“ Er antwortet: „Selbstverständlich. Es hat nie jemand bestritten, dass ein Maskulinum bei Personenbezeichnungen etwas mit männlich zu tun hat und das Femininum etwas mit weiblich. Ich schon gar nicht.“
Nicht generisch gebraucht werden maskuline Personenbezeichnungen ohne entsprechende Femininform (aus demselben Wortstamm) – sie sind entweder von ihrer Wortbedeutung her schon sexusfrei wie Mensch, Gast, Impfling (inhärent generisch) oder feststehend sexusgebunden wie Mann, Herr, Junge. Insbesondere Verwandtschaftsnamen für Männer und für Frauen entstammen fast alle unterschiedlichen Wortstämmen (der Onkel – die Tante). Es gibt allerdings einige eindeutig sexusspezifische Bezeichnungen für Männer, die in bestimmten Zusammenhängen einen generischen, geschlechterübergreifenden Wortsinn zugewiesen bekommen:
- Vertrauensmänner, Kaufmänner, Seemänner, Schiedsmänner, Obmänner und ähnliche Wortzusammensetzungen werden im deutschen Strafrecht nur in sexusindifferenter Bedeutung verwendet, trotz des sexusgebundenen Letztglieds; im Jahr 1989 wurden in deutschen Gesetzestexten 524 Vorkommen von Bezeichnungen mit der Endung -mann oder -männer ermittelt.[59] Die deutsche interministerielle „Arbeitsgruppe Rechtssprache“ vermerkte 1991 in ihrem Abschlussbericht für den Bundestag: „Für Ersatzmann z. B. gibt es 31 Fundstellen, für Vertrauensmann 139, für Wahlmann 189 Fundstellen.“ Die Arbeitsgruppe empfahl, männliche Letztglieder durch neutrale Alternativen zu ersetzen wie -personen oder -leute.[60][g: 5][61]
- Der Geschäftsherr und der Lehrherr beziehen sich im deutschen BGB auf Personen aller Geschlechter (§ 678 und früherer § 196); auch der Bauherr wird in vielen Gesetzestexten geschlechterübergreifend verwendet.[62] Gerhard Stickel schrieb 1988 zu diesen Bezeichnungen: „Nach heutigem Rechtsverständnis werden sie jedoch nicht mehr geschlechtsspezifisch gedeutet.“[s: 2]
- Sehr geehrte Herrschaften! kann auch anwesende (Ehe-)Frauen einschließen.

Es gibt andere indoeuropäische Sprachen, bei denen der generische Gebrauch des maskulinen Genus weitreichender ist; so verwies Hans-Martin Gauger 2014 auf das Spanische, wo auch Verwandtschaftsbezeichnungen für männliche Personen im Plural sexusindifferent verwendet werden:

„Die romanischen Sprachen sind ungleich ‚männersprachlicher’ als das Deutsche. Im Spanischen zum Beispiel steht die Väter auch für ‚die Eltern’, die Brüder auch für ‚die Geschwister’, die Großväter kann auch die Großmütter einschließen, steht also für ‚Großeltern’, und die Onkels, die Vettern und die Neffen, auch für die Tanten, die Cousinen und die Nichten: los padres, los hermanos, los abuelos, los tíos, los primos, los sobrinos.“

### Kritik am generischen Gebrauch maskuliner Formen
Die Duden-Grammatik von 2016 vermerkt zum generischen Sprachgebrauch von Maskulinformen (Personenbezeichnungen der Klasse C):

„Am sexusindifferenten (generischen) Gebrauch wird kritisiert, dass er sich formal nicht vom sexusspezifischen Gebrauch unterscheidet. So können inhaltliche und kommunikative Missverständnisse entstehen, z. B. der Eindruck, dass Frauen gar nicht mitgemeint sind. Experimente unterstützen diese Annahme. Aus diesem Grund wird der sexusindifferente Gebrauch der Maskulina oft vermieden. Stattdessen werden Paarformen gebraucht: Alle Schülerinnen und Schüler sind herzlich eingeladen. (Anrede:) Liebe Zuschauerinnen und Zuschauer!“

 Im Kapitel Die Kongruenz im Genus erklärt die Duden-Grammatik: „Berufsbezeichnungen können ohne Artikel in Prädikativen auftreten. Dieser Gebrauch hebt die Berufsrolle hervor. Es ist hier daher zulässig, auch bei Bezug auf eine weibliche Person die maskuline Form zu verwenden. Viele beurteilen diesen Gebrauch allerdings als veraltet: Tanja Meier ist Ärztin/Arzt im Praktikum. […].“
Bereits 1995 erwähnte die Duden-Grammatik die Existenz von „Bemühungen, eine sprachliche Gleichbehandlung von Frauen zu erreichen“, und hielt fest: „Durch die Emanzipation der Frau kommen zunehmend neue Bildungen für die Bezeichnung von Berufsrollen in Gebrauch, die früher nur Männern vorbehalten waren“. In der folgenden 6. Auflage 1998, herausgegeben von Peter Eisenberg und Annette Klosa-Kückelhaus, wurde erstmals auf die Ablehnung des generischen Gebrauchs des Maskulinums hingewiesen sowie auf die Möglichkeit der Beidnennung:

„Besonders bei Berufsbezeichnungen und Nomina, die den Träger eines Geschehens bezeichnen (Nomina agentis), wird die Verwendung des generischen Maskulinums immer mehr abgelehnt. Bei Bezug auf weibliche Personen werden häufig feminine Formen (z. B. auf ‚-in‘ oder entsprechende Umschreibungen) verwendet; mit Doppelnennungen der maskulinen und femininen Form bezieht man sich auf männliche und weibliche Personen: […] alle Lehrerinnen und Lehrer […].“

 Zweideutigkeit von Maskulinformen
Der Online-Duden enthält seit 2021 zu seinen rund 12.000 Maskulinformen von Personenbezeichnungen im jeweiligen Abschnitt „Bedeutung“ einen standardisierten Hinweistext zur Mehrdeutigkeit beim generischen Gebrauch:

„Verwendung der Personenbezeichnung: In bestimmten Situationen wird die maskuline Form (z. B. Arzt, Mieter, Bäcker) gebraucht, um damit Personen aller Geschlechter zu bezeichnen. Bei dieser Verwendung ist aber sprachlich nicht immer eindeutig, ob nur männliche Personen gemeint sind oder auch andere. Deswegen wird seit einiger Zeit über sprachliche Alternativen diskutiert.“

Die Sprachwissenschaftlerin Ewa Trutkowski kritisiert den Online-Duden für seine aktuellen Definitionen der maskulinen Formen von Personenbezeichnungen als „männliche Person“. In der Zweideutigkeit von Maskulinformen sieht sie kein Problem, weil sich der jeweilige Wortsinn als der „wahrscheinlichste“ aus dem Textzusammenhang ergebe: „Die potenzielle Mehrdeutigkeit maskuliner Nomen war und ist kein Problem, denn der sprachliche und außersprachliche Kontext reduziert die Auswahl unterschiedlicher Interpretationen meistens auf die eine, wahrscheinlichste. Die Auflösung dieser Mehrdeutigkeit mag zwar in manchen Fällen einige Millisekunden länger dauern, aber dieser Mehraufwand ist kein Problem für unser Gehirn.“
 Studie
Zu Lesezeiten von Texten mit generischen Maskulinformen – im Vergleich zu Beidnennungen und Personenbezeichnungen mit Gendersternchen – veröffentlichten die Psychologischen Institute der Universitäten Kassel und Würzburg im Februar 2022 eine psycholinguistische Studie, die auch den Anteil der mentalen Repräsentation von Frauen bei den drei Schreibweisen ermittelte (Details). Die kürzesten Lesezeiten ergaben sich für generische Maskulinformen, die allerdings zum deutlich geringeren Teil an Frauen denken ließen. Bei Beidnennungen (Paarformen) war die Repräsentation ausgeglichen, während beim Genderstern etwas öfter an Frauen gedacht wurde als an Männer. Eine Redakteurin von Spektrum.de vermerkte zum generischen Maskulinum und seinem Verzerrungseffekt zum Männlichen (male bias): „Eine mögliche Erklärung ist semantisches Priming. Das bedeutet: Die männliche Wortform aktiviert die mentale Repräsentation von Männern und beeinflusst so die weitere Verarbeitung.“

## Sexus-Zuweisung gemäß Genus

### Substantivierungen
Keinen Sexus, aber auch kein festes Genus haben Personenbezeichnungen, die aus Adjektiven oder Partizipien gebildet werden (Substantivierungen) – für sie kann ein weiblicher oder männlicher Sexus nur durch das entsprechende Genus ausgedrückt werden: die Verwandte im Unterschied zu der Verwandte (und das Verwandte als Bezeichnung einer Sache). Nur mit unbestimmtem Artikel wird an der grammatisch maskulinen Form ein männlicher Sexus sichtbar: ein Verwandter. Die Gesellschaft für deutsche Sprache (GfdS) schreibt 2020 in ihren Leitlinien zu den Möglichkeiten des Genderings: „So gibt es zum Beispiel durchaus Fälle, in denen das natürliche Geschlecht sprachlich ausschließlich durch das Genus festgestellt werden kann (der Berechtigte vs. die Berechtigte).“
Im Handbuch geschlechtergerechte Sprache erklärt Gabriele Diewald diesen Zusammenhang als „semantische Kongruenz“ (Konstruktion nach dem inhaltlichen Sinn):

„Bei substantivierten Adjektiven und Partizipien (Partizip I und Partizip II), die sich auf Personen beziehen, richtet sich das Genus nach dem Geschlecht der gemeinten Person. Dies wird ‚semantische Kongruenz‘ genannt. Beispiele sind:
- der/die Kranke, der/die Schöne
- der/die Reisende, der/die Vorsitzende
- der/die Angekommene, der/die Vorgesetze

Diese Flexibilität verschiedener Wortarten bei der Genusauswahl und dabei insbesondere die Kongruenz (Übereinstimmung) mit einem anderen sprachlichen Element bildet eine wichtige Grundlage des Zusammenhangs zwischen Wörtern in Texten.“

Hier zeigt einzig der Artikel als Träger von Genus das „persönliche Geschlecht“ an (der/die). Anatol Stefanowitsch vermerkt zu Artikeln als Mittel der Personenbezeichnung: „Und auch ganz ohne Substantiv behalten die Artikel ihre männliche bzw. weibliche Bedeutung: der da ist männlich, die da ist weiblich.“
Nübling hebt 2018 den „engen Zusammenhang“ zwischen Grammatik und der jeweiligen Wortbedeutung hervor: „Die wohl stärkste Evidenz für den engen Zusammenhang zwischen Genus und Geschlecht liefern Substantivierungen: Von (per se genuslosen) Verben (anstellen) oder Adjektiven (krank) abgeleitete Personenbezeichnungen werden regelmäßig mit Bezug auf eine Frau feminin (die Angestellte, die Kranke) und mit Bezug auf einen Mann maskulin (der Angestellte, der Kranke). Einzig und allein Genus leistet hier die Geschlechtsinformation, und man kommt im Singular auch nicht umhin, diese Information zu liefern. Dieser Zwang ist ein grammatischer.“
Zusammen mit Helga Kotthoff verweist Nübling hierzu auf das so genannte „Differentialgenus“, bei dem auch Substantivierungen erst ein Genus zugewiesen werden muss, das allerdings variabel ist: „Da weder die Semantik noch die Form einen Beitrag zu diesen Geschlechtsinformationen leisten, handelt es sich hier nur um den reinen Effekt des Genus. Das (produktive und oft genutzte) Differentialgenus ist der stärkste Beleg nicht nur für einen eng verzahnten Verweis, sondern auch für die sprachliche Herstellung von Geschlecht allein durch Genus.“
Das folgende Beispiel zeigt an der substantivierten Personenbezeichnung Studierende die Änderung des konkreten Wortsinns durch das Differentialgenus; in Verbindung mit einem Genus-tragenden Artikel ergibt sich ein Gesamtausdruck mit dem Bedeutungselement natürliches Geschlecht, auf das anfolgend auch Bezug genommen werden kann mit grammatisch kongruenten Personal- oder Possessivpronomen (sie…ihre / er…seine):
| Ausdruck         | Bedeutung                   | …mögliche Fortsetzung…                                  |
| ---------------- | --------------------------- | ------------------------------------------------------- |
| 00qrStudierende  | [+menschlich]               | …kamen herein und setzten sich. Sie zeigten ihre Texte. |
| fDie Studierende | [+menschlich] 00[+weiblich] | …kam herein und setzte sich. Sie zeigte ihre Texte.     |
| 'Der Studierende | [+menschlich] 00[+männlich] | …kam herein und setzte sich. Er zeigte seine Texte.     |

Die Sprachwissenschaftlerin Gisela Klann-Delius sprach hierbei 2005 von „Genus- und Sexus-kongruenten Formen (die Angestellte, der Angestellte)“ und grenzte sie ab von „lexeminhärent maskulinen und femininen Formen (Bruder/Schwester)“ und „generisch maskulinen Formen (der Angestellte, der Student)“. 1998 bezeichnete die Germanistin Alexandra Rösner das Genus in solchen Fällen als „grammatischen Repräsentanten des Sexus“.
Das Deutsche Universalwörterbuch von 1983 führte etwa 350 durch Konversion von Partizipien oder Adjektiven gebildete Personenbezeichnungen.

### Personifizierungen
In den bildenden und darstellenden Künsten und in manchen Textsorten wird bei Personifizierungen von Lebewesen oder unbelebten Dingen oder Abstrakta der fiktive weibliche oder männliche Sexus durchgängig am femininen beziehungsweise maskulinen Genus der entsprechenden Substantive ausgerichtet:
| Femininum → [+weiblich]  | Maskulinum → [+männlich] |
| ------------------------ | ------------------------ |
| die Elster → Frau Elster | der Fuchs → Herr Fuchs   |
| die Mosel → Mutter Mosel | der Rhein → Vater Rhein  |
| die Sonne → Frau Sonne   | der Mond → Mann im Mond  |

Die Genderlinguistinnen Günthner, Hüpper und Spieß fassten diese „Korrespondenz“ 2012 zusammen:

„Die gezeigte Evidenz legt nahe, dass Personifizierungen entlang der Genus-Sexus-Korrespondenz sowohl traditionell als auch aktuell in der deutschen Kultur (und wahrscheinlich auch in anderen europäischen Genussprachen) weit verbreitet sind. Die stärkste kognitive Bedeutung haben Personifizierungen dann, wenn der Sexus des Ziels mit dem Genus des referierenden Lexems korrespondiert und/oder mit dem Referenzgenus der Personifikationsquelle identisch ist.“

1996 verdeutlichten die Genusforscher Köpcke und Zubin diese Korrespondenz als „kontextuelle Bedeutungsvariante“ am Beispiel des Gedichts Ein Fichtenbaum steht einsam (1827): „Gelegentlich wird die Genusunterscheidung auch für spezifische poetische Wirkungen ausgenutzt, etwa in der von Heinrich Heine beschriebenen Liebesaffäre zwischen einem Fichtenbaum (maskulin) und einer Palme (feminin): […] Er träumt von einer Palme / Die, fern im Morgenland, / Einsam und schweigend trauert […].“

## Sexusneutrale Sprache
Zu den Zielen geschlechtergerechter Sprache gehört seit ihren Anfängen Ende der 1970er-Jahre neben der sexusspezifischen Sichtbarmachung von Frauen immer auch die Strategie der Neutralisierung von Geschlechtlichem, bei der auf Sexus bezogene Bezeichnungsformen durch geschlechtsneutrale Formulierungen ersetzt werden. Oft reichen sexusindifferente Personenbezeichnungen oder der Wechsel zum Plural, um auch generische Maskulinformen sowie den Zwang zur Genuswahl beim generischen Singular zu vermeiden: jeder von uns → alle von uns, wir alle.
Zur Neutralisierung werden nur sexusfreie Bezeichnungen und Formulierungen verwendet, es soll keine Assoziation zum Geschlecht/Gender der gemeinten Personen aufkommen:
1. geschlechtsneutrale Benennung
durch sexusindifferente Personenbezeichnungen (Lehrpersonen)
durch substantivierte Partizipien oder Adjektive (Lehrende)
durch Sachbezeichnungen (Lehrkräfte)
2. geschlechtsneutrale Umformulierung
durch Umformulierung mithilfe des Adjektivs (lehrend tätig sein)
durch Bildung von Relativsätzen (alle, die unterrichten)
durch Umschreibung mit dem Passiv (Es ist zu beachten)
durch direkte Anrede (Ihre Unterschrift:)

Nicht sexusneutral sind gendergerechte Schreibweisen mit Genderzeichen, denn diese bringen auch im Singular zwischen den beiden Sexus [+männlich] und [+weiblich] symbolisch eine dritte Geschlechtsoption zum Ausdruck (Lehrer*in, Lehrer:in, Lehrer_in, Lehrer’in).
 Nichtbinäre Personen
Für Personen mit einer nichtbinären Geschlechtsidentität (genderqueer, genderfluid, agender und weitere Selbstbezeichnungen) hält die deutsche Sprache weder ein passendes Genus noch passende sexusspezifische Bezeichnungsformen bereit. Diejenigen nichtbinären Personen, die keine weiblichen oder männlichen Pronomen akzeptieren, bevorzugen geschlechtsneutrale Formulierungen. Manche nutzen Neopronomen wie xier oder sier (als Zusammenziehung von „sie/er“); im Englischen wird das singulare they bevorzugt, das sich im Deutschen nicht übersetzen lässt. Sowohl das Handbuch geschlechtergerechte Sprache aus dem Dudenverlag als auch die Gesellschaft für deutsche Sprache (GfdS) erklären zu dieser Problemlage, sich bei ihren Empfehlungen ausdrücklich nur auf die binären Geschlechter zu beziehen („Konzept der Zweigeschlechtlichkeit“, „eine zweigeschlechtliche Gesellschaft“). Zur Ansprache nichtbinärer Personen wird allgemein empfohlen, nach dem bevorzugten Pronomen zu fragen oder gegenderte Anreden und Bezeichnungsformen ganz zu vermeiden: Alex ist eine schauspielerisch tätige Person (siehe Initiative #ActOut und Genderneutrale Schreibung im Deutschen).
 X-Endung
 Seit Mitte der 1990er-Jahre arbeitet Lann Hornscheidt (nichtbinär) auf dem Gebiet der Sprachwissenschaft an sprachlichen Mitteln zur Geschlechtsneutralität. Hornscheidt kritisierte 1998 am binären Konzept des Sexus die „Konstruktion einer natürlichen Zweigeschlechtlichkeit durch Sprache“ (vergleiche Sozialkonstruktivismus).
Bekannt wurde Hornscheidts experimentelle Lösung mit der X-Endung statt genusabhängiger Flexion (einx gutx Lehrx, alle Lehrxs); sie vermeidet jegliche Andeutung von Sexus. 2021 schlägt Hornscheidt die genderfreie Neubildung ens vor: „Ens ist der Mittelteil aus ‚Mensch‘. Studens wäre das, Lesens, Hörens. Und das Pronomen ist dann ens, der bestimmte Artikel ist dens, der unbestimmte ist einens. Wir haben das ‚genderfrei‘ genannt.“
 Y-Endung
Seit 1992 verwendet der Wiener Aktionskünstler und Kolumnist Hermes Phettberg als eigene geschlechtsneutrale Neuschöpfung die Y-Endung in Verbindung mit dem grammatischen Neutrum: das Lesy für „Leser/Leserin“, mit Plural-s bei die Lesys. Bei Bezeichnungen, die nicht auf -er enden, wird das -y dem ganzen Wort hinzugefügt: das Ingenieury, die Köchys. Der Sprachwissenschaftler Thomas Kronschläger von der TU Braunschweig nennt diese Form „Entgendern nach Phettberg“ und nutzt sie seit Jahren in Seminaren und Science-Slams.
 Der/die/das Professor
1980 war die Feministische Sprachwissenschaftlerin Luise F. Pusch die erste, die das langfristige Ziel einer durchgängig geschlechtsneutralen Sprache vorgab. Die Entwicklung des Deutschen sollte dahin gehen, dass die jetzigen maskulinen Formen von Personenbezeichnungen mit allen drei grammatischen Genera kombiniert werden könnten: der/die/das Professor – Maskulinum für Männer, Femininum für Frauen und das Neutrum als sexusindifferentes, geschlechtsneutrales Genus. Im Endeffekt würde die weibliche Endung auf -in „abgeschafft“, die Femininform Professorin wäre überflüssig. Allerdings schlug Pusch 1987 zunächst als ersten Schritt in diese Richtung vor, vom generischen Maskulinum zum generischen Femininum zu wechseln (Professorin im Sinne von „Person, die lehrt und forscht“); das sei „erstens besser für Frauen, zweitens gerecht nach dem Rotationsprinzip – jetzt sind mal die Frauen dran – und drittens kürzer.“ Der Wechsel diene auch „als Empathietraining für Männer“. Am Wunsch nach einem geschlechtsneutralen das Professor hält Pusch weiterhin fest. Sie reklamiert, im Jahr 1985 die Gender-Pause mit Glottisschlag erfunden zu haben („Knacklaut“), um das große Binnen-I auszusprechen: ProfessorIn Professor-In (siehe auch Puschs Kritik am Genderstern).
2021 tritt die Schriftstellerin Nele Pollatschek in der ARD-Talkshow Maischberger engagiert für eine sexusneutrale Sprache ein: „Das Bundeskanzler. Das wäre viel leichter! […] Hauptsache: so wenig Geschlecht wie möglich!“